# Tour de Turquie 2010
Le Tour de Turquie 2010 est la 46e édition de cette course cycliste par étapes masculine disputée en Turquie. Elle fait partie du calendrier de l'UCI Europe Tour, pour la première fois en catégorie 2.HC. L'Italien Giovanni Visconti, de l'équipe ISD-Neri remporte la course.

## Présentation

### Équipes
Classé en catégorie 2.HC de l'UCI Europe Tour, le Tour de Turquie est par conséquent ouvert aux UCI ProTeams dans la limite de 70 % des équipes participantes, aux équipes continentales professionnelles, aux équipes continentales turques et à une équipe nationale turque.
Quinze équipes participent à ce Tour de Turquie :
- 4 UCI ProTeams : Footon-Servetto, Lampre-Farnese Vini,  Liquigas-Doimo, HTC-Columbia,
- 10 équipes continentales professionnelles : Carmiooro-NGC, CCC Polsat Polkowice, Cofidis, Colnago-CSF Inox, De Rosa-Stac Plastic, ISD-Neri, NetApp, SpiderTech, De Rosa-Ceramica Flaminia, Caja Rural, Scott-Marcondes César-São José dos Campos, Skil-Shimano, Vorarlberg-Corratec, Xacobeo Galicia
- 1 équipe nationale : l'équipe nationale turque

## Étapes
| Étape     | Date     | Villes étapes              | Type      | km  | Vainqueur d’étape | Leader du classement général |
| --------- | -------- | -------------------------- | --------- | --- | ----------------- | ---------------------------- |
| 1re étape | 24 avril | Istanbul - Istanbul        | prologue  | 5,8 | André Greipel     | André Greipel                |
| 2e étape  | 25 avril | Kuşadası - Turgutreis (en) | vallonnée | 181 | André Greipel     | André Greipel                |
| 3e étape  | 26 avril | Bodrum - Marmaris          | vallonéne | 166 | Giovanni Visconti | Rein Taaramäe                |
| 4e étape  | 27 avril | Marmaris - Pamukkale       | montagne  | 209 | Giovanni Visconti | Giovanni Visconti            |
| 5e étape  | 28 avril | Denizli - Fethiye          | montagne  | 221 | André Greipel     | Giovanni Visconti            |
| 6e étape  | 29 avril | Fethiye - Finike           | vallonnée | 194 | André Greipel     | Giovanni Visconti            |
| 7e étape  | 30 avril | Finike - Antalya           | plaine    | 114 | Elia Viviani      | Giovanni Visconti            |
| 8e étape  | 1er mai  | Antalya - Alanya           | plaine    | 166 | André Greipel     | Giovanni Visconti            |

## Classements finals

### Classement général
|    | Cycliste           | Pays       | Équipe               | Temps            |
| -- | ------------------ | ---------- | -------------------- | ---------------- |
| 1  | Giovanni Visconti  | Italie     | ISD-Neri             | 32 h 42 min 28 s |
| 2  | Tejay van Garderen | États-Unis | HTC-Columbia         | + 29 s           |
| 3  | David Moncoutié    | France     | Cofidis              | + 33 s           |
| 4  | Giampaolo Cheula   | Italie     | Footon-Servetto      | + 54 s           |
| 5  | Cristiano Salerno  | Italie     | De Rosa-Stac Plastic | + 1 min 48 s     |
| 6  | Yukihiro Doi       | Japon      | Team NetApp          | + 2 min 52 s     |
| 7  | Oscar Gatto        | Italie     | ISD-Neri             | + 3 min 48 s     |
| 8  | André Greipel      | Allemagne  | HTC-Columbia         | + 4 min 16 s     |
| 9  | Rémi Pauriol       | France     | Cofidis              | + 5 min 5 s      |
| 10 | Christophe Kern    | France     | Cofidis              | + 5 min 13 s     |

### Classements annexes
|   | Cycliste          | Pays      | Équipe              | Points |
| - | ----------------- | --------- | ------------------- | ------ |
| 1 | André Greipel     | Allemagne | HTC-Columbia        | 68     |
| 2 | Giovanni Visconti | Italie    | ISD-Neri            | 61     |
| 3 | Angelo Furlan     | Italie    | Lampre-Farnese Vini | 60     |

|   | Cycliste        | Pays   | Équipe   | Points |
| - | --------------- | ------ | -------- | ------ |
| 1 | Rémi Pauriol    | France | Cofidis  | 21     |
| 2 | Christophe Kern | France | Cofidis  | 14     |
| 3 | Diego Caccia    | Italie | ISD-Neri | 14     |

| Rang | Équipe       | Temps            |
| ---- | ------------ | ---------------- |
|      | HTC-Columbia | 98 h 16 min 45 s |
| 2    | Cofidis      | + 58 s           |
| 3    | HTC-Columbia | + 1 min 55 s     |

## Évolution des classements
| Étape | Vainqueur         | Classement général · | Classement par points · | Classement de la montagne · | Classement Turkish Beauties · | Classement par équipes |
| ----- | ----------------- | -------------------- | ----------------------- | --------------------------- | ----------------------------- | ---------------------- |
| 1.    | André Greipel     |                      |                         |                             | HTC-Columbia                  |                        |
| 2.    | André Greipel     | André Greipel        | Tomasz Marczyński       | Tomasz Marczynski           | Footon-Servetto               |                        |
| 3.    | Rein Taaramäe     | Giovanni Visconti    | Diego Caccia            | Tomasz Marczynski           | FDJ                           |                        |
| 4.    | Giovanni Visconti | Giovanni Visconti    | Diego Caccia            | Giovanni Visconti           | ISD-Neri                      |                        |
| 5.    | Giovanni Visconti | André Greipel        | Remi Pauriol            | Giovanni Visconti           | Fotoon-Servetto               |                        |
| 6.    | Giovanni Visconti | André Greipel        | Remi Pauriol            | Christophe Kern             | ISD-Neri                      |                        |
| 7.    | Giovanni Visconti | Giovanni Visconti    | Remi Pauriol            | Christophe Kern             | ISD-Neri                      |                        |
| 8.    | Giovanni Visconti | André Greipel        | Remi Pauriol            | Christophe Kern             | ISD-Neri                      |                        |